# Phases

Tidskriften PHASES, nummer 1, andra serien, av Umberto Mariani.

Phases, PHASES eller Phases convertisseur d’énergie var en tidskrift och konstnärsgrupp grundad av den franske poeten och konstkritikern Édouard Jaguer och hans fru Anne Ethuin. Gruppen samlade bildkonstnärer, poeter och författare från Europa och Latinamerika och tidskriften gavs ut 1954–1975.

## Ursprung
Phases kan ses som fortsättningen på en mängd surrealistiska publikationer och rörelser som Jaguer varit del av, som  La main à la plume, Yves Bonnefoys La Révolution la nuit, Christian Dotremonts Deux Sœurs, Christian Dotremonts och Noël Arnauds flyktiga rörelse "Surréalisme Révolutionnaire", som förespråkade föreningen mellan kommunismen och surrealismen, Cobra-rörelsen med sin tidskrft och slutligen tidskriften Rixes, som Jaguer varit med och grundat.
1951 publicerades de sista numren av både Cobra och Rixes vilket inspirerade Jaguer att skapa en ny tidning. Hans tanke var att samla de många olika surrealistiska rörelserna som fanns spridda i Västeuropa, Egypten, Japan, Nord- och Sydamerika. 1953 arrangerades en utställning i Frankrike med gruppen. I Belgien etablerades Phases 1956 under ledning av målaren och poeten Jacques Lacomblez, som organiserades två utställningar med gruppen på Musée communal des Beaux-Arts d'Ixelles 1964 och 1974.

## Tidskriften
Första numret av tidskriften Phases publicerades i januari 1954. Tidningen inspirerar och har nära koppling till andra surrealistiska publikationer runt om i världen som Salamander i Malmö, 1955; Il Gesto i Milano, 1956, under ledning ab Enrico Baj och Sergio Dangelo; Edda i Bryssel, under ledning av Jacques Lacomblez, 1958; Boa i Buenos Aires, 1958, under ledning av Julio Llinas; Documento-Sud i Neapel, under ledning av Guido Biasi.
Tidningen publicerar poesi och bildkonst, både äldre verk från dadaismens, futurismens och surrealismens pionjärer, olika former av abstrakta experiment, såväl som många unga konstnärer som Alechinsky, Camille Bryen, Corneille, Claude Georges, Karl-Otto Götz, Asger Jorn, François Arnal, Enrico Baj, Giuseppe Capogrossi, Lucio Fontana, Gianni Dova, Emilio Scanavino, Sergio Dangelo och Umberto Mariani, varav vissa  publicerades här för första gången.  

## Rörelsens utveckling
Gruppen var mycket aktiv under andra halvan av 1950-talet och första halvan av 1960-talet med utställningar över i Europa, Nord- och Sydamerika.
Från 1959 blev samarbetet med den surrealistiska rörelsen allt mer frekvent och nära, efter mötet mellan André Breton och Jacques Lacomblez 1958. Många Phases-konstnärer deltog i den internationella surrealistutställningen "Le Domaine des Enchanteurs" i New York 1960, på D'Arcy-galleriet. Denna viktiga utställning vara sammanställd av Marcel Duchamp och Claude Tarnaud i New York och av André Breton och Edouard Jaguer i Paris.
1960 engagerade sig delar av rörelsen i Algerietrevolten, och flera medlemmar skrev på det så kallade Manifeste des 121. 1963 uppstod en schism mellan medlemmarna i Phases och vissa delar av den surrealistiska rörelsen i förhållande till popkonsten. Phases intresse och acceptans för popkonsten ledde i slutändan till att de båda grupperna bröt med varandra.
Det sista numret av tidskriften Phases gavs ut 1975, där bland andra konstnärerna och författarna Rikki och Guy Ducornet deltog mycket aktivt. Rörelsen fortsatte dock efter detta, men främst genom enskilda konstnärer. År 2000 arrangerade utställningen "Le Mouvement Phases de 1952 à l'horizon 2001" på kulturhuset Noroit i Arras. Målaren Jean-Claude Charbonel har organiserat två utställningar i Saint-Brieuc i Bretagne, 26 images du mouvement Phases på galerie Frédéric Thibault, i september 2002, och Phases à l'ouest, en hommage till Édouard Jaguer, våren  2008.

## Viktiga medlemmar

### Frankrike
- Daniel Abel
- Jean-Pierre Duprey
- Anne Ethuin
- Édouard Jaguer
- Jehan Mayoux
- Francis Picabia
- Claude Tarnaud
- Jean Thiercelin
- Pierre Vandrepote
- Jean-Pierre Vielfaure
- Claude Viseux

### Belgiqen
- Pierre Alechinsky
- Camille Bryen
- Marie Carlier
- Achille Chavée
- Jacques Lacomblez
- Jacques Zimmermann

### Argentina
- Julio Cortázar
- Julio Llinas

### Italien
- Enrico Baj
- Guido Biasi
- Sergio Dangelo
- Gianni Dova
- Lucio Fontana
- Emilio Scanavino

### Övriga länder
- Corneille
- Wilhelm Freddie
- Karl-Otto Götz
- Asger Jorn
- Wifredo Lam
- Konrad Klapheck
- Freddy Flores Knistoff